# Abenteuer (Album)
Abenteuer ist das 13. Studioalbum der deutschen Schlagersängerin Andrea Berg und wurde am 30. September 2011 in Deutschland und kurz darauf auch in Österreich und der Schweiz veröffentlicht. Es ist das zweite Album der Sängerin, das in Zusammenarbeit mit Dieter Bohlen entstand.

## Entstehung
Wie auch das Vorgängeralbum Schwerelos wurde Abenteuer von Dieter Bohlen produziert. Die Kompositionen stammen von Bohlen, der Andrea Berg die Melodien zur Verfügung stellte, damit diese dazu die Texte schreibt. Es ist nach Angaben der Künstlerin ihr erstes Album, zu dem sie sämtliche Liedtexte allein verfasst hat. Die Entstehungsphase bezeichnete die Künstlerin im Booklet der CD als Zeit, „in der das Leben …wie Schuhe aus Blei war“ und nennt als einen Grund den Tod ihres Vaters, der im April 2011 an Krebs verstarb. Ihm widmete sie das Lied Seelenverwandt. Mit dem Albumtitel Abenteuer will Andrea Berg zum Ausdruck bringen, dass jeder Tag eine neue Chance und eine Premiere sei.

## Kritiken
Der Mediendienst teleschau schreibt in seiner Kritik, dass man den Kompositionen anhöre, dass sie aus der Feder Dieter Bohlens stammen und nennt als Beispiel die Synthesizer sowie die spanische Gitarre in Lieber Gott. Zudem klinge Das kann doch kein Zufall sein ähnlich dem ebenfalls von Bohlen komponierten DSDS-Siegerlied Call My Name. Die Musik sei eher leichtgewichtig, die Themen eher schwer.

## Titelliste
| #  | Titel                        | Autor(en)                                | Produzent(en) | Länge |
| -- | ---------------------------- | ---------------------------------------- | ------------- | ----- |
| 1  | Piraten wie wir              | Dieter Bohlen, Andrea Berg, Oliver Lukas | Dieter Bohlen | 4:07  |
| 2  | Lebenslänglich               | Dieter Bohlen, Andrea Berg               | Dieter Bohlen | 3:10  |
| 3  | Flieg mit mir fort           | Dieter Bohlen, Andrea Berg, Oliver Lukas | Dieter Bohlen | 3:19  |
| 4  | Herztattoo                   | Dieter Bohlen, Andrea Berg               | Dieter Bohlen | 3:28  |
| 5  | Seelenverwandt               | Dieter Bohlen, Andrea Berg               | Dieter Bohlen | 3:18  |
| 6  | Ich schieß dich auf den Mond | Dieter Bohlen, Andrea Berg               | Dieter Bohlen | 3:50  |
| 7  | Das kann kein Zufall sein    | Dieter Bohlen, Andrea Berg               | Dieter Bohlen | 3:42  |
| 8  | Lieber Gott                  | Dieter Bohlen, Andrea Berg               | Dieter Bohlen | 3:04  |
| 9  | Dein Engel                   | Dieter Bohlen, Andrea Berg               | Dieter Bohlen | 3:18  |
| 10 | Über alle sieben Meere       | Dieter Bohlen, Andrea Berg               | Dieter Bohlen | 3:22  |
| 11 | Einmal Himmel und zurück     | Dieter Bohlen, Andrea Berg, Oliver Lukas | Dieter Bohlen | 3:47  |
| 12 | Brennendes Herz              | Dieter Bohlen, Andrea Berg               | Dieter Bohlen | 3:30  |
| 13 | Du bist gegangen             | Dieter Bohlen, Andrea Berg               | Dieter Bohlen | 3:32  |
| 14 | Ist es zu spät               | Dieter Bohlen, Andrea Berg               | Dieter Bohlen | 4:28  |
| 15 | Wenn du da bist              | Dieter Bohlen, Andrea Berg, Oliver Lukas | Dieter Bohlen | 3:37  |

## Kommerzieller Erfolg

### Chartplatzierungen
| ChartsChartplatzierungen | Höchstplatzierung | Wochen |
| ------------------------ | ----------------- | ------ |
| Deutschland (GfK)        | 1 (140 Wo.)       | 140    |
| Österreich (Ö3)          | 1 (43 Wo.)        | 43     |
| Schweiz (IFPI)           | 2 (70 Wo.)        | 70     |

| ChartsJahrescharts (2011) | Platzierung |
| ------------------------- | ----------- |
| Deutschland (GfK)         | 11          |
| Österreich (Ö3)           | 14          |
| Schweiz (IFPI)            | 68          |

| ChartsJahrescharts (2012) | Platzierung |
| ------------------------- | ----------- |
| Deutschland (GfK)         | 23          |
| Österreich (Ö3)           | 41          |

| ChartsJahrescharts (2013) | Platzierung |
| ------------------------- | ----------- |
| Deutschland (GfK)         | 5           |

### Auszeichnungen für Musikverkäufe
| Land/Region        | Auszeichnungen für Musikverkäufe (Land/Region, Auszeichnung, Verkäufe) | Verkäufe  |
| ------------------ | ---------------------------------------------------------------------- | --------- |
| Deutschland (BVMI) | 5× Platin                                                              | 1.000.000 |
| Österreich (IFPI)  | 2× Platin                                                              | 40.000    |
| Schweiz (IFPI)     | Platin                                                                 | 30.000    |
| Insgesamt          | 8× Platin ·                                                            | 1.070.000 |